# The Corrs
The Corrs  é uma banda de folk rock e pop rock da Irlanda constituída por três irmãs e um irmão da família Corr: Sharon, Caroline, Andrea e Jim. Ganharam proeminência no final da década de 1990 e já ultrapassaram a marca de sessenta milhões de álbuns vendidos pelo mundo, com vários compactos atingindo a primeira posição das paradas na Europa, Austrália e Estados Unidos.

## História
Todos os integrantes nasceram em Dundalk, Condado de Louth, filhos dos músicos Gerry e Jean Corr. Além de executarem seus instrumentos musicais usuais, todos tocam piano, que foi ensinado pelo seu pai. A banda foi formada para uma audição do filme de 1991 The Commitments. Jim, Sharon e Caroline tinham uma pequena participação como músicos, enquanto Andrea possuía uma fala como Sharon Rabbitte, a irmã do protagonista. Nessa época foram percebidos pelo seu futuro gerente, John Hughes.  
Sua primeira apresentação de sucesso foi no The Late Late Show, na época apresentado por Gay Byrne, em 1993, executando a canção "Runaway". Apesar disso eram praticamente desconhecidos fora da Irlanda até 1994, quando embaixador estadunidense no país Jean Kennedy Smith convidou o grupo a se apresentar em Boston na Copa do Mundo de 1994, o que levou o grupo posteriormente a abrir os concertos de Celine Dion em sua turnê mundial de 1996. Tal parceria, no futuro, se estenderia para o inconfundível solo de tin whistle de Andrea em "My Heart Will Go On", tema do remake de Titanic. 
A extrema sensibilidade musical, aliada a beleza estética e o talento nato catapultou o grupo ao topo. Para Bono, os Corrs, em sua opinião, são como os "New Carpenters". A propósito, em algumas legs européias do U2, os irmãos Corrs chegaram a ser banda de abertura dos padrinhos, na Elevation Tour (2001). 
Em 1995 foram reunidos os músicos adicionais Anthony Drennan (guitarra) e Keith Duffy (baixo) para auxiliar o som da banda. Apesar de membros permanentes, não aparecem em videoclipes da banda nem contribuem com as composições. Apesar disso Drennan é creditado como co-produtor em algumas das canções.
O primeiro álbum, Forgiven, Not Forgotten, teve grande sucesso na Austrália, Suécia, Espanha e Irlanda, ganhando sucesso posteriormente também no Reino Unido e no Canadá. Em 1997 lançaram Talk on Corners, que foi bastante popular na Irlanda e Reino Unido. Ambos os álbuns foram certificados com disco de ouro nos Estados Unidos, e In Blue recebeu disco de platina pela RIAA. Em 2004 lançaram Borrowed Heaven. O Terceiro album de estúdio, que sucedeu, o grande campeão de Vendas e de qualidade, o primoroso MTV Unplugged (1999), marca uma nota triste: o falecimento da matriarca por problemas pulmonares. 
O The Corrs gravou "Canto Alla Vita" com Josh Groban para seu álbum homônimo, e já envolveu-se com outros artistas tais como Rod Stewart, Alejandro Sanz, Ron Wood do The Rolling Stones, Sheryl Crow em "C'mon, C'mon" e Bono do U2. A partir de 2004, com a ausência de Caroline, o irmão de Keith Duffy, Jason Duffy, reuniu-se ao grupo na percussão, com Kieran Kiely no acordeão e teclado. Foram presença marcante e ativista no Pavarotti and Friends (Il Surdato Namorato), 46664 (sobre Nelson "Madiba" Mandela), no 50th Jubille da Rainha Elisabeth, e até mesmo do Live Aid. 
Em 2004, o grupo actua em Portugal pela primeira vez no dia 10 de maio, na cerimónia "Laureus Awards", no Centro Cultural de Belém. No mesmo ano, os fãs portugueses dos Corrs tiveram mais duas oportunidades de ver a banda, desta vez em concerto: dia 16 de julho de 2004, às 22h00, no Estádio Municipal de Braga, e 16 de novembro de 2004, às 21h00, no Pavilhão Atlântico;
Em 2005 a banda retornou com Home, um álbum tradicional de música celta celebrando suas origens, com várias canções oriundas do repertório de sua mãe. Ainda no mesmo ano, a banda tornou-se membro honorário da Ordem do Império Britânico por sua contribuição para a música e pelas obras de caridade.
A partir de 2006, os irmãos, abrem mão de carreira conjunta muito bem sucedida, para cuidarem de assuntos privados. Em breve intervalo, Sharon e Andrea iniciam projetos solo, Caroline prioriza família, e Jim, o ativismo político intenso.
Sharon atinge 2 albuns solo de expressão global, e Andrea, idem, com 2 álbuns de destaque na Europa, e até carreira cinematográfica/ teatral foi retomada.
No dia 10 de fevereiro de 2010, segundo um jornal Irlandês "The Dundalk Democrat", Jim deu uma entrevista dizendo que a banda vai lançar um novo álbum, só não sabem ao certo a data, mas, eles já vem conversando sobre isso. Eles não sabem como será a dificuldade de Caroline, pois ela tem 3 filhos, e seria um pouco difícil ela voltar em turnê durante um longo tempo.
Numa das legs da Same Sun Tour (Sharon Corr), interrompida pelas festas de fim de ano 2014, intensificam-se os rumores de volta/reunião dos Corrs. Jim já havia feito uma jam com a irmã no mesmo ano.
Em 2015, o laço familiar se consolida, com a perda do patriarca Gerry Corr. Ensaios/encontros se avolumam. E em setembro, no Hyde Park, a tão esperada volta, tocando no festival BBC Radio 2, em Londres.
No dia 27 de Novembro de 2015 aconteceu o lançamento mundial do álbum de inéditas "White Light".
Em 10 de Novembro de 2017, chega as lojas , o álbum complementar do anterior, nomeado "Jupiter Calling", de estilo mais intimista, Nos créditos, nota de pesar ao pai, inspiração de sempre já que na infancia, os filhos acompanharam a dupla Sound Affair, de Gerry e Jean. E agradecimentos ao amigo tenista campeão Andy Murray.
Bem recebido pelo público e critica, houve uma mini tour européia, com conceito diferenciado, de até 2 atos teatrais, com o roteiro "contado" e delineado pelos 2 últimos trabalhos.
Uma nova pausa foi estabelecida, e em recente carta ao público e aos fãs, em 2018, agradece a eles, e cita "não-término" e não determina um segundo retorno.

## Integrantes
- Andrea Jane Corr - vocal e flauta irlandesa
- Sharon Helga Corr - segunda voz e violino
- Caroline Georgine Corr - segunda voz, bateria, piano e bodhrán (instrumento de percussão irlandês)
- James Steven Ignatious Corr - segunda voz (em algumas canções), guitarra, piano e acordeon

## Discografia
Álbuns de estúdio
- Forgiven, Not Forgotten (1995)
- Talk On Corners (1998)
- In Blue (2000)
- Acústico MTV (1999)
- Borrowed Heaven (2004)
- Home (2005)
- White Light (2015)
- Jupiter Calling (2017)